# Hans Schadow

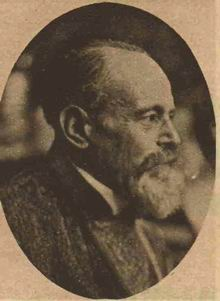
Hans Schadow

Hans Otto Julius Schadow, auch Hans Lucas/Lukas genannt, (* 8. Januar 1862 in Berlin; † 16. Oktober 1924 Bad Driburg, Westfalen) war ein deutscher Porträtmaler.

## Leben
Schadow, Urgroßneffe von Johann Gottfried Schadow, war das erste Kind des Bankiers und Privatgelehrten Gustav Schadow und der Anna Marie Therese Philipp. Er war der Neffe und Schüler von Reinhold Begas, der wiederum das Patenkind Johann Gottfried Schadows war. Schon mit 17 Jahren fing er das Studium 1879 an der Berliner Kunstakademie an. Danach studierte er ab 1884 an der Akademie in München bei Bruno Piglhein, Franz von Lenbach, Johann Herterich und Paul Nauen. Nun zog es ihn ins Ausland und ab 1890 studierte er an der Académie Julian in Paris bei Tony Robert-Fleury und William Adolphe Bouguereau. Nach kurzer Zeit ging er nach Dordrecht in Holland, von dort 1891 nach London, wo er bis 1896 blieb. Anschließend lebte er jeweils circa ein Jahr in Spanien, Schweden, Russland und in der Türkei, ab 1907 in Ägypten. Zwischendurch besuchte er regelmäßig Berlin, München und Venedig, um dort an Ausstellungen teilzunehmen.
Von Wilhelm II. wurde für grundsätzlich 25-jährige treue Dienste bei der preußischen Feuerwehr ein Gedenkzeichen am 15. Juni 1908 gestiftet. Schadow und der Berliner Medailleur Max von Kawaczynski hatten gemeinsam den Entwurf des Monarchen als Vorlage für den Prägestempel der Feuerwehrverdienstmedaille aus Bronze künstlerisch überarbeitet. Die Auszeichnungen wurden in den Kriegsjahren ab August 1914 für zwei Jahre ausgesetzt, solange bis gemäß Allerhöchstem Erlass vom 27. Oktober 1916 das Abzeichen nicht mehr in Goldbronze gefertigt wurde, sondern aus Eisenmetall.
1914 meldete er sich freiwillig zum Kriegseinsatz im Ersten Weltkrieg und war zunächst in Flandern stationiert. 1915 nahm er am polnischen Feldzug von Galizien bis zum Friedensvertrag von Brest-Litowsk teil, sowie am Winterfeldzug im serbischen Hochland. 1916 kämpfte er in der Schlacht um Verdun. 1916 wurde er zum Major der Landwehr, 1. Garde, Feldartillerieregiment befördert. 1918 erkrankte er und wurde in den Lazaretten in Charleville und Nauheim behandelt.
1921 wurde er zum Professor an der Kunstakademie Dresden ernannt.
Mit 62 Jahren starb Schadow an den Folgen einer Grippe am 16. Oktober 1924.

## Schüler
- Ernst Marfels (1886–1958), deutscher Porträt- und Landschaftsmaler[5]

## Ausstellungen
- 1894 Schulte’s Berliner Salon
- 1897 Große Berliner Kunstausstellung

## Schriften
- Mit Pinsel und Palette durch die große Welt – Erinnerungen eines Malers. Mit 15 Kunstbeilagen. Koehler, Leipzig 1922.

## Werke (Auswahl)
Schadow begann schon im jungen Alter mit der Bildnismalerei. Seine Darstellungen sind realistisch. 1903 porträtierte er Papst Leo XIII. im Vatikan, später auch Papst Pius X. Neben den Porträts malte er auch Landschaften.

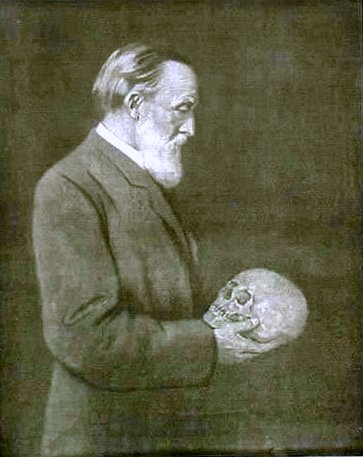
Bildnis Rudolf Virchow

- Bildnis Rudolf Virchow (gemalt für die Zeitung The Illustrated London News) siehe Bild rechts
- Bildnis Helmholtz (The Illustrated London News)
- Brustbild Theodor Mommsen (The Illustrated London News)
- Bildnis Prinz Albrecht von Preußen (Braunschweig, Städtisches Museum)
- Bildnis Dr. Otto Finsch (Zoologe, Braunschweig, Städtisches Museum)
- Bildnis Feldmarschall Grafen Blumenthal
- Bildnis Geheimrat Emil Heinrich Du Bois-Reymond (Physiologe, Mathematiker)
- Bildnis Papst Leo XIII. (Rom, Vatikan)
- Bildnis Papst Pius X.
- Bildnis Kaiser Wilhelm II.
- Bildnis König Ludwig III. von Bayern
- Bildnis Oskar von Schweden
- Bildnis Feldmarschall Paul von Hindenburg
- Bildnis Großherzog Friedrich I. von Baden
- Bildnis Prinzregent Rupprecht von Bayern
- Bildnis Reichskanzler Otto von Bismarck (Rittergut Niedamowo, verschollen)
- Bildnis Porträt Otto von Bismarck im Zivilanzug, 1893, Gemälde, Öl/Karton (62 × 71 cm)[6]
- Bildnis Fürst Hugo Fürst von Radolin
- Bildnis „Meine Mutter“ (Anna Marie Therese Philipp)
- Bildnis Frau Dr. S. R.

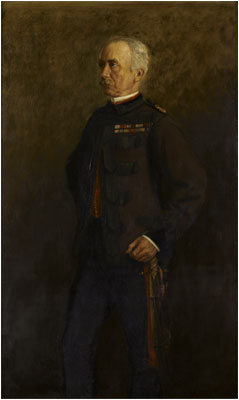
Bildnis Joseph Wolseley

- Bildnis Zigeunerin (Rittergut Niedamowo, verschollen)
- Bildnis Minister Witte
- Bildnis Premierminister William Ewart Gladstone
- Bildnis Lord Lister (Entdecker der antiseptischen Wundbehandlung)
- Bildnis Lord Kelvin
- Bildnis Sir James Pagel
- Bildnis Tennyson (englischer Dichter)
- Bildnis Nordenskjöld (Polarforscher)
- Bildnis Englisches Prinzesschen T.
- Bildnis Reinhold Begas
- Bildnis Joseph Joachim
- Bildnis Adelina Patti auf ihrem Schloss Craig-y-Nos, Wales (Sängerin)
- Bildnis Katharina Klaffski
- Bildnis Gertrud K.
- Bildnis Paul Nauen

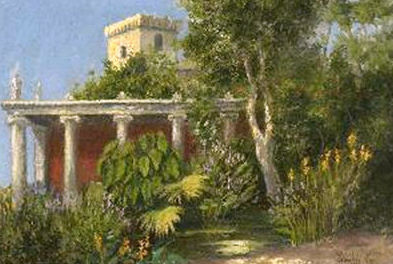
Garten in Alexandria

- Bildnis Kanonikus Duckworth von Westminster
- Bildnis Robert Bunsen (Berlin, Chemische Gesellschaft)
- Bildnis Gustav von Bergmann (Berlin, Deutsche Gesellschaft für Chirurgie)
- Bildnis Karl Gussenbauer (Chirurg)
- Bildnis Garnet Joseph Wolseley, 1st Viscount Wolseley (1833–1913) Field Marshal, Öl, 1896  Siehe Bild rechts[7]
- Bildnis von Henrik Ibsen, um 1900, Gemälde, Öl/Leinwand (60 × 47 cm)[6]
- Tempel von Philae in Oberägypten, 1907[8]
- Garten in Alexandria, 1907, Gemälde, Öl/Leinwand (43 × 61 cm)[6] siehe Bild rechts
- Jerusalem, Grabeskirche, 1907, Gemälde, Öl/Leinwand (58 × 40 cm)[6]
- Herrenhaus und Kirche am Seeufer[9] Referenz gilt auch für die folgenden sieben Bilder
- Herbststimmung, Gemälde, Öl/Platte (Mahagony) (39 × 59 cm)
- Erster Schnee im Herbst, Gemälde, Öl/Leinwand (30 × 40 cm)
- Wassermühle am Lütschiner Wasserfall, Gemälde, Öl/Karton (30 × 31 cm)
- Mittelgebirgslandschaft mit Bachlauf und Gebäude, Gemälde, Öl/Leinwand (35 × 55 cm)
- Wassermühle in bewaldeter Landschaft, Gemälde, Öl/Karton (30 × 31 cm)
- Moulin à eau, Gemälde, Öl/Platte (30 × 31 cm)